# Lucas Ekeståhl Jonsson
Lucas Ekeståhl Jonsson, född 25 mars 1996 i Stockholm i Stockholms län, senare uppvuxen i Umeå i Västerbottens län, är en svensk professionell ishockeyspelare som spelar för Rögle BK i SHL. Han är lillebror till ishockeyspelaren Victor Ekeståhl Jonsson.

## Karriär
Ekeståhl Jonsson inledde karriären i IF Björklöven. Han vann TV-pucken 2012 med Västerbotten. Samma år värvades han till Modo Hockeys organisation där han spelade i klubbens J-18 och J-20 lag till och med våren 2015. Under säsongen 2014-15 provade han på spel i Hockeyallsvenskan då han under en del av säsongen var utlånad till IK Oskarshamn.
Inför säsongen 2015-16 återvände han till moderklubben IF Björklöven och tog plats i A-laget. Han fick sitt genombrott på seniornivå säsongen 2016-17 då han gjorde 28 poäng på 51 matcher i Hockeyallsvenskan. Efter detta värvades han till TPS för spel i den högsta finska ligan SM-Liiga. Han spelade där säsongerna 2017-18 och 2018-19, och gjorde 26 poäng på 58 matcher respektive 25 poäng på 58 matcher.
Inför säsongen 2019-20 värvades han till SHL-klubben Färjestad BK.

## Klubbar
- IF Björklöven 2010–2012
- Modo Hockey 2012–2015
- IF Björklöven 2015–2017
- TPS 2017–2019
- Färjestad BK 2019–2020
- Rögle BK 2020–